# Rafinesquia
Rafinesquia là một chi thực vật có hoa trong họ Cúc (Asteraceae).

## Loài
Chi Rafinesquia gồm các loài: